# Потодеево
Потодеево — село в Наровчатском районе Пензенской области России. Административный центр Потодеевского сельсовета.

## География
Село находится в северо-западной части Пензенской области, в пределах западного склона Приволжской возвышенности, в лесостепной зоне, на левом берегу реки Мокша, на расстоянии примерно 6 км (по прямой) к югу от села Наровчат, административного центра района. Абсолютная высота — 141 м над уровнем моря.

### Климат
Климат характеризуется как умеренно континентальный, с холодной продолжительной зимой и тёплым летом. Среднегодовая температура воздуха — 3,6 — 3,8 °C. Средняя температура воздуха самого тёплого месяца (июля) — 20 °C; самого холодного (января) — −13 °C. Безморозный период длится 128 дней. Продолжительность вегетационного периода — в среднем 176 дней. Среднегодовое количество атмосферных осадков составляет 538 мм, из которых большая часть выпадает в тёплый период. Снежный покров устанавливается в конце ноября и держится в течение 136 дней.

### Часовой пояс
Село Потодеево, как и вся Пензенская область, находится в часовой зоне МСК (московское время). Смещение применяемого времени относительно UTC составляет +3:00.

## Население
| 1710  | 1795  | 1864  | 1877  | 1897  | 1912  | 1926  |
| ----- | ----- | ----- | ----- | ----- | ----- | ----- |
| 156   | ↗776  | ↗802  | ↗1047 | ↗1427 | ↗1923 | ↘1788 |
| 1930  | 1937  | 1959  | 1979  | 1989  | 1996  | 2002  |
| ↘1738 | ↘1303 | ↘1138 | ↘785  | ↘650  | ↘597  | ↘521  |
| 2010  |       |       |       |       |       |       |
| ↘417  |       |       |       |       |       |       |

### Национальный состав
Согласно результатам переписи 2002 года, в национальной структуре населения русские составляли 99 % из 521 чел.